# Alappuzha (Distrikt)
Der Distrikt Alappuzha (Malayalam: ആലപ്പുഴ ജില്ല), bis 1990 Alleppey, ist ein Distrikt im südindischen Bundesstaat Kerala. Verwaltungssitz ist die namensgebende Stadt Alappuzha. Der Distrikt Alappuzha hat eine Fläche von 1.415 Quadratkilometern und rund 2,1 Millionen Einwohner (Volkszählung 2011).

## Geografie

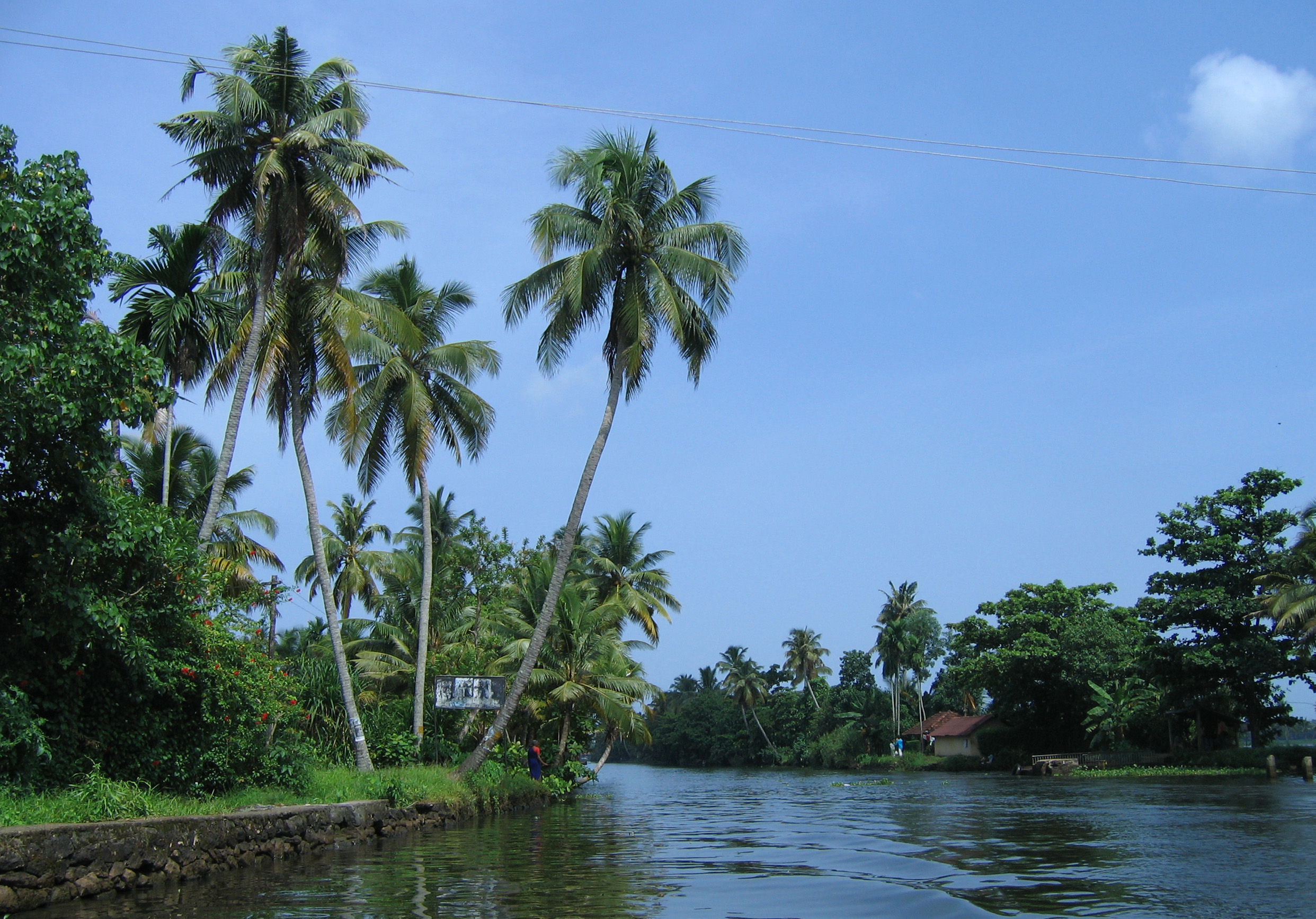
Landschaft in den Backwaters im Distrikt Alappuzha

Der Distrikt Alappuzha liegt im südlichen Teil Keralas. Nachbardistrikte sind Ernakulam im Norden, Kottayam und Pathanamthitta im Osten sowie Kollam im Süden. Im Westen liegt die Küste des Arabischen Meeres.
Die Fläche des Distrikts Alappuzha beträgt 1.415 Quadratkilometer. Damit ist Alappuzha der flächenmäßig kleinste Distrikt Keralas. Das Distriktgebiet umfasst einen schmalen Küstenstreifen am Arabischen Meer. Die Küstenlänge des Distrikts beträgt 82 Kilometer. Das Terrain ist gänzlich flach und wird vom Fluss Pamba sowie seinen Zuflüssen Manimala und Achankovil durchflossen. Im Hinterland der Küste befinden sich die Backwaters, ein ausgedehntes Wasserstraßennetz aus Kanälen, Flüssen und Lagunen. Im Nordosten hat der Distrikt Anteil am Vembanad-See, im Süden liegt der Kayamkulam-See. An der Grenze zu den Distrikten Kottayam und Pathanamthitta liegt in einer Senke die landwirtschaftlich intensiv genutzte Region Kuttanad.
Im Distrikt Alappuzha herrscht ein feucht-tropisches Monsunklima vor. Die Jahresmitteltemperatur in Alappuzha beträgt 27,2 °C, das Jahresmittel des Niederschlages liegt bei 3098 mm. Die meisten Niederschläge fallen während des Südwestmonsuns zwischen Juni und September.

## Geschichte
Vor der Gründung Keralas gehörte die Gegend von Alappuzha zum Königreich Travancore, das während der Kolonialzeit ein formal unabhängiger Fürstenstaat unter britischer Oberhoheit war. Nach der Unabhängigkeit Indiens schloss sich Travancore 1949 der Föderation Travancore-Cochin an, welche ihrerseits 1956 in dem Bundesttaat Kerala aufging.
Am 17. August 1957 wurde der Distrikt Alappuzha aus Teilen der Distrikte Kottayam und Kollam (damals Quilon) gebildet. Der Distriktname war zunächst Alleppey, eine anglisierte Form, und wurde am 7. Februar 1990 in Alappuzha geändert. Am 29. Oktober 1982 wurden wiederum Teile des Distrikts Alappuzha dem neugegründeten Distrikt Pathanamthitta zugeschlagen.

## Bevölkerung

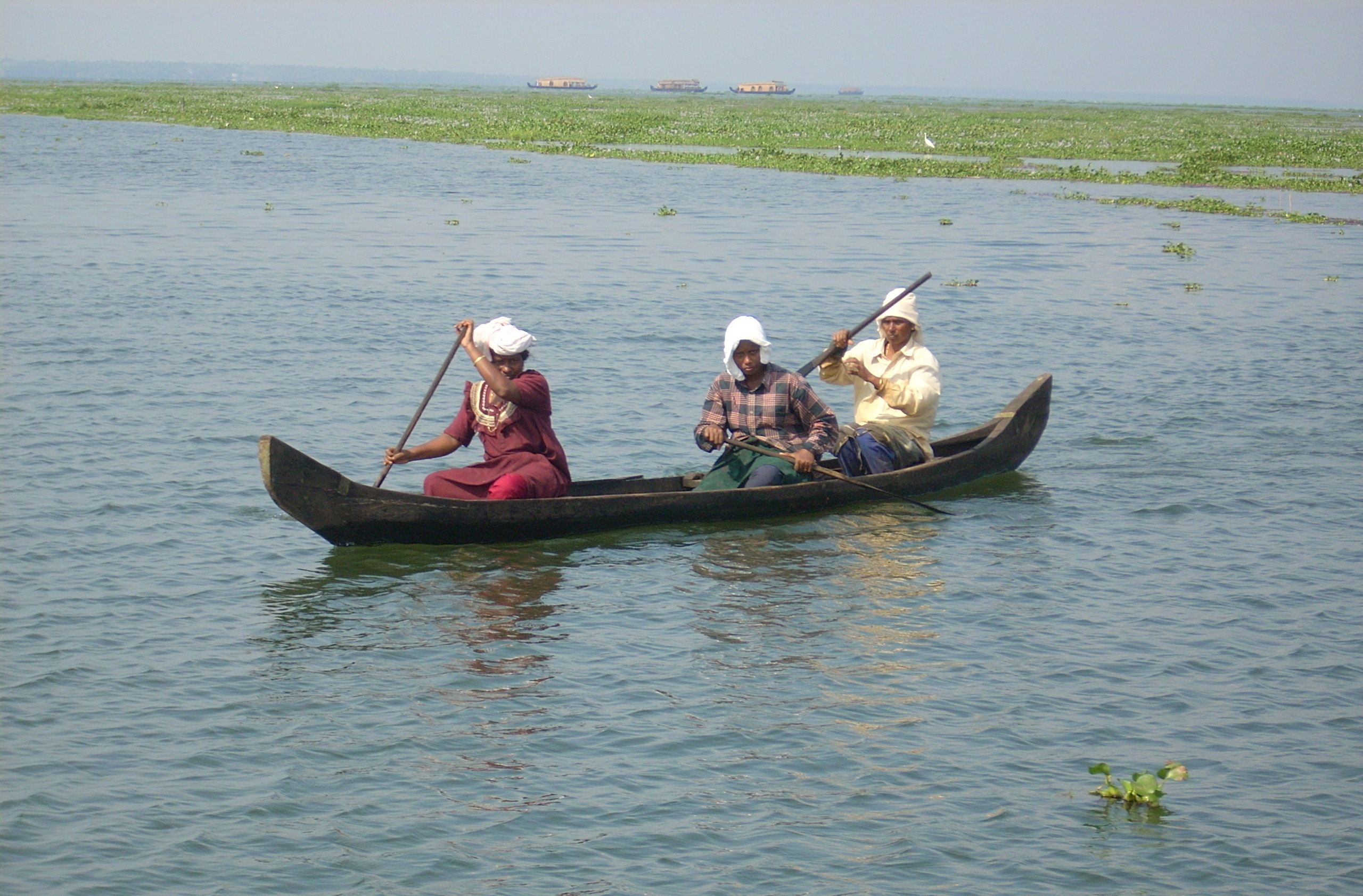
Dorfbewohner benutzen ein Boot

Bei der indischen Volkszählung 2011 hatte der Distrikt Alappuzha 2.127.789 Einwohner. Die Bevölkerungsdichte lag mit 1.504 Einwohnern pro Quadratkilometer deutlich über dem ohnehin schon hohen Durchschnitt Keralas (860 Einwohner pro Quadratkilometer). 54 Prozent der Einwohner des Distrikts lebten in Städten. Der Urbanisierungsgrad war damit etwas höher als der Mittelwert des Bundesstaates (48 Prozent). 10 Prozent der Einwohner des Distrikts sind Angehörige niederer Kasten (Scheduled Castes).
Unter den Einwohnern des Distrikts Alappuzha stellten Hindus nach der Volkszählung 2011 mit 68,6 Prozent die Mehrheit. Daneben gab es größere Minderheiten von Christen (20,4 Prozent) und Muslimen (10,6 Prozent). Verglichen mit dem Rest des konfessionell stark gemischten Bundesstaates Kerala sind die Hindus im Distrikt Alappuzha überrepräsentiert. Der hinduistische Bevölkerungsanteil ist der höchste aller Distrikte Keralas.
Die Hauptsprache im Distrikt Alappuzha ist, wie in ganz Kerala, das Malayalam. Nach der Volkszählung 2001 wird es von 99 Prozent der Einwohner des Distrikts als Muttersprache gesprochen.

## Verwaltungsgliederung
Der Distrikt Alappuzha ist in sechs Taluks unterteilt:
| Taluk         | Hauptort    | Einwohner (2011) |
| ------------- | ----------- | ---------------- |
| Ambalappuzha  | Alappuzha   | 454.864          |
| Chengannur    | Chengannur  | 197.419          |
| Cherthala     | Cherthala   | 542.657          |
| Karthikapally | Haripad     | 406.524          |
| Kuttanad      | Mancombu    | 193.007          |
| Mavelikkara   | Mavelikkara | 333.318          |

## Städte
| Stadt            | Einwohner (2011) |
| ---------------- | ---------------- |
| Alappuzha        | 174.176          |
| Arookutty        | 19.411           |
| Aroor            | 39.214           |
| Bharanikkavu     | 15.922           |
| Chengannur       | 23.466           |
| Chennithala      | 12.360           |
| Cheppad          | 20.052           |
| Cherthala        | 45.827           |
| Chingoli         | 14.981           |
| Ezhupunna        | 27.528           |
| Haripad          | 15.588           |
| Kandalloor       | 19.925           |
| Kanjikkuzhi      | 23.681           |
| Kannamangalam    | 23.344           |
| Karthikapally    | 19.021           |
| Kattanam         | 19.504           |
| Kayamkulam       | 68.634           |
| Keerikkad        | 10.465           |
| Kodamthuruth     | 21.295           |
| Kokkothamangalam | 17.047           |
| Komalapuram      | 47.126           |
| Krishnapuram     | 26.705           |
| Kumarapuram      | 26.943           |
| Kurattissery     | 11.849           |
| Kuthiathode      | 23.669           |
| Mannanchery      | 32.139           |
| Mannar           | 17.067           |
| Mavelikkara      | 26.421           |
| Muhamma          | 25.861           |
| Muthukulam       | 20.740           |
| Pallipuram       | 28.276           |
| Pathirappally    | 27.445           |
| Pathiyoor        | 23.460           |
| Puthuppally      | 20.390           |
| Thaikattussery   | 20.874           |
| Thanneermukkam   | 31.525           |
| Thazhakara       | 14.596           |
| Vayalar          | 24.804           |